# Sri Lanka en los Juegos Olímpicos de París 2024
Sri Lanka estuvo representada en los Juegos Olímpicos de París 2024 por seis deportistas, tres hombres y tres mujeres, que compitieron en tres deportes.
Los portadores de la bandera en la ceremonia de apertura fueron el jugador de bádminton Viren Nettasinghe y la atleta Dilhani Lekamge. El equipo olímpico esrilanqués no obtuvo ninguna medalla en estos Juegos.